# Artis Auriferae
Artis auriferae, quam chemiam vocant es una colección de textos alquímicos cuya primera edición fue impresa por Pietro Perna en Basilea, en 1572 (precisamente, el mismo año que había publicado Alchemiae quam vocant artisque metallicae). Constaba únicamente de dos volúmenes.
La segunda edición, extremadamente rara, fue impresa por Conrad Waldkirch en Basilea, en 1593, y estaba formada, igualmente, por dos volúmenes. La tercera y última edición fue impresa igualmente por Waldkirch en Basilea, en 1610, e incluía un tercer volumen, con nuevos tratados.
El psiquiatra Carl Gustav Jung se refiere ampliamente a la obra en sus trabajos, como por ejemplo en Psicología y alquimia o en su autobiografía Recuerdos, sueños, pensamientos.

## Contenido
Se trata de una de las principales colecciones de textos básicos de alquimia. Algunos de sus tratados ya habían aparecido en collectanea anteriores, como De Alchimia Opuscula (ex typ. Cyriaci Jacobi, Fráncfort del Meno, 1550), Verae Alchemiae Artisque Metallicae (Petrus Perna & Heinrich Petri, Basilea, 1561) y Alchemiae quam vocant artisque metallicae (Petrus Perna, Basilea, 1572). Sin embargo, otros tratados fueron tomados directamente de manuscritos y se editaron en ella por primera vez.

## Volúmenes
Los dos primeros volúmenes de la edición de 1593 contienen los siguientes tratados:

### Volumen primum
- Titelblatt
- Inhaltsverzeichnis
- Typographus lectoribus s. p. d.
- Propositiones, seu maximae artis chemicae.
- Turba philosophorum.
- Turbae philosophorum alterum exemplar.
- Allegoriae super librum turbae.
- Aenigma ex visione Arislei philosophi, et allegoriis sapientum.
- In turbam philosophorum exercitationes.
- Typographus lectori.
- Aurora consurgens: quae dicitur aurea hora, & in eius secundum tractatum.
- Rosinum ad euthiciam.
- Rosini ad Sarratantam episcopum.
- Incipit liber divinarum interpretationum & definitionum.
- Incipit pratctica Mariae prophetissae in artem alchimicam.
- Liber secretorum alchemiae compositus per Calid filium Iazichi, translatus ex hebraeo in arabicum, & ex arabico in latinum, incerto interprete.
- Liber trium verborum Kallid acutissimi.
- Tractatulus Aristotelis de practica lapidis philosophici incipit.
- Avicenna de congelatione & conglutinatione lapidum.
- Cuiusdam epistolae, quae Alexandri Macedonum regis nomine circumfertur, interpretatio, abditam philosophici lapidis compositionem sapientibus acutissimè declarans.
- Authoris ignoti, philosophici lapidis secreta metaphoricè describentis, opusculum.
- Merlini allegoria profundissimum philosophici lapidis arcanum perfectè continens.
- Rachaidibi, Veradiani, Rhodiani, & Kanidis philosophorum regis persarum: de materia philosophici lapidis, acutissimè colloquentium fragmentum.
- Tractatulus avicennae.
- Incipit semita semitae.
- Clangor buccinae tractatus mirabilis, simul & attentissimus, ex quadam vetustissima scriptura excerptus.
- Correctio fatuorum, tractatulus satis perutilis & autenticus.
- Liber de arte chimica incerti authoris.
- Tomum primum opusculorum alchimiae index.

### Volumen secundum
- Titelblatt
- Inhaltsverzeichnis
- Liber de compositione alchemiae, quem edidit Morienus Romanus, Calid regi Aegyptorum: [...].
- Morieni Romani eremitae hierosolymitani sermo.
- Incipit liber scala philosophorum dictus.
- Tractatus opus mulierum, et ludus puerorum dictus, incipit faustè.
- Incipit liber rosarium philosophorum, compositus, & in unum compilatus diligentissimè.
- Arnaldi de Villa Nova [...] liber dictus thesaurus thesaurorum, & rosarum philosophorum, ac omnium secretorum maximum secretum, [...].
- Magistri Arnaldi de Villa Nova, liber dictus, novum lumen.
- Incipit [...] magistri Arnaldi de Villa Nova, [...] flos florum, thesaurus omnium incomparabilis & Margarita: [...].
- Arnaldi de Villa Nova epistola super alchimia ad regem neapolitanum.
- Fratris Rogerii Bachonis anglici, de mirabili potestate artis & naturae, libellus.
- Secundum tomum opusculorum alchimiae, index.

### Volumen tertium
La tercera edición de 1610 incluye un tercer volumen con los siguientes tratados:
- Raimundi Lullii ultimum Testamentum.
- Raimundi Lullii Potestatem diuitiarum, cum optima expositione Testamenti Hermetis.
- Raymundi Lullii opuscula philosophica quatuor.
  - Modus accipiendi aurum potabile secundum Raymundum Lullium.
  - Compendium Artis Alchimiae & naturalis Philosophiae Raymundo Lullio Authore.
  - De lapide et oleo Philosophorum.
  - Raymundi Lullii Lapidarium.
- Alberti Magni secretorum Tractatus.
- Quaedam abbreviatio de Secretis Secretorum Ioannis Pauperum.
- Elucidatio Totius Testamenti ad Regem Odoardum per Raymundum Lullium.
- Quaestiones Arnaldi de Villa Nova de Arte Transmutationis.
- Compendium Magistrii Raymundi Lullij in arte magna quo ad compositionem lapidis Philosophorum.
- Testamentum magistri Arnaldi de Villa Nova.
- Arnaldi de Villa Nova Liber Novi Testamenti.